# Smack (소프트웨어)
Smack (전체 이름: Simplified Mandatory Access Control Kernel)은 리눅스 커널 보안 모듈로서 데이터와 프로세스의 상호 작용을, 커스텀 강제적 접근 통제 규칙들을 사용해서 본연의 목적처럼 단순하게, 악의적인 조작으로부터 보호한다. 이것은 리눅스 2.6.25 이후로 공식적으로 합쳐졌으며, 미고 모바일 운영 체제를 위한 주요한 접근 통제 메커니즘이다. 이것은 또한 타이젠 아키텍처에서 HTML5 웹 애플리케이션들을 샌드박싱하거나, 임베디드 장치 개발을 위한 상용 윈드 리버 리눅스 솔루션, 그리고 필립스 디지털 TV 제품들에서 사용된다.

## 설계
Smack은 세 요소로 구성되어 있다:
- 리눅스 보안 모듈로서 구현된 커널 모듈. 이것은 확장 속성을 지원하는 파일 시스템에서 잘 동작한다.
- 장치 파일들이 정확한 Smack 속성을 가지며 Smack 설정을 로드한다는 것을 보장하는 스타트업 스크립트.
- Smack 확장 파일 속성을 인식하게 해주는 GNU 코어 유틸리티의 패치 집합들. 비지박스에 대한 비슷한 패치들 또한 생성된다. Smack은 사용자 공간 지원을 필요치 않는다.[9]

## 비판
Smack은 동등한 기능을 제공하는 SELinux 보안 정책 대신 새로운 LSM 모듈로서 쓰여졌다는 비판이 있어왔다. 이러한 SELinux 정책들은 제안되었지만 입증되지는 않았다. Smack의 저자는 SELinux의 복잡한 설정 문법과 Smack과 SELinux 설계의 다른 철학으로 인해 실용적이지 않다고 답했다.

## 더 읽어보기
- Jake Edge (2007년 8월 8일). “Smack for simplified access control”. 《Linux Weekly News》.
- Jonathan Corbet (2007년 2월 10일). “SMACK meets the One True Security Module”. 《Linux Weekly News》.
- Casey Schaufler (January 2008). 〈The Simplified Mandatory Access Control Kernel〉. 《Linux.conf.au》. 2012년 9월 22일에 원본 문서 (PPT)에서 보존된 문서. 2016년 5월 6일에 확인함. 《Session video》 (OGG). Melbourne, Australia.
- Jake Edge (2008년 8월 6일). “Ottawa Linux Symposium: Smack for embedded devices”. 《Linux Weekly News》.
- Casey Schaufler (July 2008). 〈Smack in Embedded Computing〉 (PDF). 《Proceedings of the Linux Symposium》. 186–197쪽. 2012년 9월 21일에 원본 문서 (PDF)에서 보존된 문서. 2016년 5월 6일에 확인함.
- Jake Edge (2009년 10월 7일). “Linux Plumbers Conference: Three sessions from the security track”. 《Linux Weekly News》.
- Elena Reshetova, Casey Schaufler (November 2010). 〈Mobile Simplified Security  Framework Overview〉 (PDF). 《MeeGo Conference》. 2012년 9월 22일에 원본 문서 (PDF)에서 보존된 문서. 2016년 5월 6일에 확인함.